# Desvenlafaxin
Desvenlafaxin är en vidareutveckling av substansen venlafaxin och är ett antidepressivt läkemedel av typen SNRI Det kan vara mindre effektivt än dess moderförening venlafaxin, även om vissa studier har funnit jämförbar effekt.

## Historik
Desvenlafaxin godkändes för medicinskt bruk i USA 2008. År 2009 avslogs en ansökan om att marknadsföra desvenlafaxin för egentlig depression i Europeiska unionen, men 2012 fick Pfizer tillstånd i Spanien att marknadsföra desvenlafaxin för sjukdomen. I augusti 2022, efter en 14-årig godkännandeprocess, kunde desvenlafaxin börja användas mot sjukdomen i Tyskland.
År 2019 var det den 177:e vanligaste förskrivna medicinen i USA, med mer än tre miljoner recept. Det säljs bland annat under namnet Pristiq. Preparatet är patentskyddat av tillverkaren Wyeth (numera en del av Pfizer). För närvarande (2022) finns inte preparatet på den svenska marknaden.

## Medicinsk användning
Desvenlafaxin används främst som en behandling för egentlig depression. Användning har endast studerats upp till 8 veckor. Det kan vara mindre effektivt än venlafaxin, även om vissa studier har funnit jämförbar effekt med en lägre frekvens av illamående.
Doser på 50–400 mg/dag verkar effektiva för egentlig depression, även om ingen ytterligare fördel visades vid doser större än 50 mg/dag, och biverkningar och utsättning var vanligare vid högre doser.
Desvenlafaxin förbättrar HAM-D17-poängen och mått på välbefinnande som Sheehan Disability Scale (SDS) och Världshälsoorganisationens 5-punkts välbefinnandeindex (WHO-5).

## Biverkningar
Vanliga biverkningar inkluderar yrsel, sömnsvårigheter, ökad svettning, förstoppning, sömnighet, ångest och sexuella problem. Allvarliga biverkningar kan vara självmord hos patienter under 25 år, serotonergt syndrom, blödning, mani, och högt blodtryck. Ett abstinenssyndrom kan uppstå om dosen minskas eller medicinen helt stoppas. Det är oklart om användning under graviditet eller amning är säker.

## Farmakologi
Desvenlafaxin är en syntetisk form av den isolerade huvudsakliga aktiva metaboliten av venlafaxin och kategoriseras som en serotonin-noradrenalinåterupptagshämmare (SNRI). När de flesta normala metaboliserare intar venlafaxin metaboliseras cirka 70 procent av dosen till desvenlafaxin, så effekterna av de två läkemedlen förväntas vara mycket lika. Det fungerar genom att blockera "återupptag" transportörer för viktiga signalsubstanser som påverkar humör, därmed lämnar mer aktiva signalsubstanser i synapsen. De signalsubstanser som påverkas är serotonin (5-hydroxytryptamin) och norepinfrin (noradrenalin). Det är ungefär 10 gånger mer potent på att hämma serotoninupptaget än noradrenalinupptag.